# Wushu tại Đại hội Thể thao Đông Nam Á 2015 - Nam quyền nam
Nội dung nam quyền của nam tại Đại hội Thể thao Đông Nam Á 2015 diễn ra vào các ngày 6–7 tháng 6 năm 2015 tại Singapore Expo Hall 2 ở Tampines, Singapore.

## Lịch thi đấu
Giờ thi đấu tính theo giờ địa phương (UTC+08)
| Date                         | Time  | Event     |
| ---------------------------- | ----- | --------- |
| Thứ 7, 6 tháng 6 năm 2015    | 16:00 | Nam quân  |
| Chủ nhật, 7 tháng 6 năm 2015 | 20:00 | Nam quyền |

## Kết quả
Chú thích:
DNS: Không tham dự
Nguồn: Results Summary
| Hạng | Vận động viên                                  | Nam quyền | Nam quân | Tổng điểm |
| ---- | ---------------------------------------------- | --------- | -------- | --------- |
| 1    | Indonesia (INA) · Horatius Harris              | 9.71      | 9.71     | 19.42     |
| 2    | Việt Nam (VIE) · Phạm Quốc Khánh               | 9.70      | 9.70     | 19.40     |
| 3    | Myanmar (MYA) · Aung Wai Phyo                  | 9.68      | 9.67     | 19.35     |
| 4    | Indonesia (INA) · Losardi Eric                 | 9.67      | 9.66     | 19.33     |
| 5    | Malaysia (MAS) · Ho Mun Hua                    | 9.69      | 9.49     | 19.18     |
| 6    | Việt Nam (VIE) · Cao Khắc Đạt                  | 9.49      | 9.68     | 19.17     |
| 7    | Thái Lan (THA) · Yangrungrawin Pitaya          | 9.63      | 9.39     | 19.02     |
| 8    | Myanmar (MYA) · Oo Thein Than                  | 9.66      | 9.35     | 19.01     |
| 9    | Brunei (BRU) Roslan Md Sufi Shayiran           | 9.36      | 9.34     | 18.70     |
| 10   | Philippines (PHI) · Sayan Thornton Quieney Lou | 9.50      | 8.78     | 18.28     |
| 11   | Singapore (SIN) · Tan Xiang Tian               | DNS       | DNS      | 0.00      |